# Obervogteiamt Triberg
Das Obervogteiamt Triberg war in napoleonischer Zeit eine Verwaltungseinheit im Südosten des Großherzogtums Baden. Es bestand von 1807 bis 1810.

## Geschichte

### Historischer Hintergrund
Im Zuge des hochmittelalterlichen Landesausbaus hatte sich im Tal der im Schwarzwald fließenden Gutach mit den Herren von Triberg eine Nebenlinie der Freiherren von Ellerbach hervorgetan. Zentrum waren die Burg und die spätere Stadt Triberg. Nach dem Aussterben der Herren von Triberg 1325 ging die Herrschaft Triberg durch unterschiedliche Hände, seit 1654 gehörte sie den Habsburgern. Im Rahmen des vorderösterreichischen Breisgaus zählte sie zu den Breisgauer Landständen. Mit dem Pressburger Frieden 1805 fiel sie an Württemberg, mit Inkrafttreten der Rheinbundakte 1806 unter die Landeshoheit Badens.

### Zeit seines Bestehens
Im Sommer 1807 errichtete die badische Regierung das Obervogteiamt Triberg, das, neben der Stadt, die Ortschaften Nußbach, Gremmelsbach, Niederwasser, Schonach, Schönenwald, Rohrbach, Furtwangen, Rohrhardsberg, Fahnenberg, Gütenbach und Neukirch umfasste. Im Rahmen der Verwaltungsstruktur des Landes wurde es der Provinz des Oberrheins, auch Badische Landgrafschaft genannt, zugeordnet. Der mit der Leitung, unter dem Titel eines Hofrats, beauftragte Theodor Huber war hier zuvor in gleicher Funktion als Obervogt tätig.
Im Dezember 1807 wurden dem Obervogteiamt der badische Anteil an der Herrschaft Prechtal sowie die Aufsicht über die standesherrlich-fürstenbergischen Ämter Wolfach und Haslach zugewiesen. In Umsetzung des Novemberedikts von 1809 wurde Anfang 1810 diese Konstellation aufgehoben, alle drei Ämter unterstanden nun unmittelbar dem neu errichteten Donaukreis, zugleich wurde das Obervogteiamt in das Amt Triberg umgewandelt.

## Weitere Entwicklung
Aus dem Amt Triberg ging 1813 das Bezirksamt Triberg hervor. In der Folgezeit deutlich vergrößert, wurde es 1924 aufgeteilt, dabei kam der historische Kern zum Bezirksamt Villingen. Aus diesem ging 1939 der Landkreis Villingen hervor. Bei dessen Auflösung Anfang 1973 kamen Triberg und Umgebung zum neu errichteten Schwarzwald-Baar-Kreis.